# Élections législatives de 1981 dans les Alpes-Maritimes
Les élections législatives françaises de 1981 dans les Alpes-Maritimes se déroulent les 14 et 21 juin 1981.

## Élus
| Circonscription | Député sortant  | Parti | Parti     | Député élu ou réélu | Parti | Parti     |
| --------------- | --------------- | ----- | --------- | ------------------- | ----- | --------- |
| 1re             | Charles Ehrmann |       | UDF (PR)  | Max Gallo           |       | PS        |
| 2e              | Jacques Médecin |       | UDF (PR)  | Jacques Médecin     |       | UDF (PR)  |
| 3e              | Fernand Icart   |       | UDF (PR)  | Jean-Hugues Colonna |       | PS        |
| 4e              | Emmanuel Aubert |       | RPR       | Emmanuel Aubert     |       | RPR       |
| 5e              | Louise Moreau   |       | UDF (CDS) | Louise Moreau       |       | UDF (CDS) |
| 6e              | Pierre Sauvaigo |       | RPR       | Pierre Sauvaigo     |       | RPR       |

## Positionnement des partis
Le Parti socialiste et apparentés présente des candidats au nom de la majorité présidentielle tandis que la majorité sortante UDF-RPR-CNIP se présente sous le sigle « Union pour la nouvelle majorité ». Enfin, le Parti communiste présente des candidats sous l'appellation « majorité d'union de la gauche » et le Parti socialiste unifié sous l'étiquette « Alternative 81 ».

## Résultats

### Résultats à l'échelle du département
| Parti          | Parti                              | Premier tour | Premier tour | Second tour | Second tour | Sièges |
| Parti          | Parti                              | Voix         | %            | Voix        | %           | Sièges |
| -------------- | ---------------------------------- | ------------ | ------------ | ----------- | ----------- | ------ |
|                | Union pour la démocratie française | 133 297      | 32,37        | 105 337     | 38,41       | 2      |
|                | Rassemblement pour la République   | 69 878       | 16,97        | 31 161      | 11,36       | 2      |
|                | Divers droite                      | 2 192        | 0,53         |             |             | 0      |
|                | Union pour la nouvelle majorité    | 205 367      | 49,87        | 136 498     | 49,77       | 4      |
|                |                                    |              |              |             |             |        |
|                | Parti socialiste                   | 127 790      | 31,03        | 108 247     | 39,47       | 2      |
|                | Parti communiste français          | 72 437       | 17,59        | 29 526      | 8,07        | 0      |
|                | Mouvement des radicaux de gauche   | 1 878        | 0,46         |             |             | 0      |
|                | Majorité présidentielle            | 202 105      | 49,08        | 137 773     | 50,23       | 2      |
|                |                                    |              |              |             |             |        |
|                | Extrême droite                     | 2 286        | 3,16         |             |             | 0      |
|                | Parti socialiste unifié            | 1 427        | 0,35         | 0           |             |        |
|                | Extrême gauche                     | 354          | 0,09         | 0           |             |        |
|                | Divers gauche                      | 263          | 0,06         | 0           |             |        |
|                |                                    |              |              |             |             |        |
| Inscrits       | Inscrits                           | 598 857      | 100,00       | 366 078     | 100,00      | 6      |
| Abstentions    | Abstentions                        | 181 246      | 30,27        | 86 695      | 23,68       |        |
| Votants        | Votants                            | 417 611      | 69,73        | 279 383     | 76,32       |        |
| Blancs et nuls | Blancs et nuls                     | 5 809        | 1,39         | 5 112       | 1,83        |        |
| Exprimés       | Exprimés                           | 411 802      | 98,61        | 274 271     | 98,17       |        |

### Résultats par circonscription

#### Première circonscription (Nice-I)
| Candidat              | Candidat                | Parti             | Premier tour | Premier tour | Second tour | Second tour |  |
| Candidat              | Candidat                | Parti             | Voix         | %            | Voix        | %           |  |
| --------------------- | ----------------------- | ----------------- | ------------ | ------------ | ----------- | ----------- |  |
|                       | Charles Ehrmann sortant | UDF (PR)          | 20 100       | 44,27        | 23 174      | 47,55       |  |
|                       | Max Gallo élu           | PS                | 13 837       | 30,47        | 25 563      | 52,45       |  |
|                       | Charles Caressa         | PCF               | 10 176       | 22,41        | Retrait     | Retrait     |  |
|                       | Gisèle Alata            | PFN               | 803          | 1,77         |             |             |  |
|                       | Georges Campioni        | Divers écologiste | 263          | 0,58         |             |             |  |
|                       | Michelle Mazoutier      | MRG               | 229          | 0,50         |             |             |  |
|                       |                         |                   |              |              |             |             |  |
| Inscrits              | Inscrits                | Inscrits          | 65 579       | 100,00       | 65 581      | 100,00      |  |
| Abstentions           | Abstentions             | Abstentions       | 19 566       | 29,84        | 16 117      | 24,58       |  |
| Votants               | Votants                 | Votants           | 46 013       | 70,16        | 49 464      | 75,42       |  |
| Blancs et nuls        | Blancs et nuls          | Blancs et nuls    | 605          | 1,31         | 727         | 1,47        |  |
| Exprimés              | Exprimés                | Exprimés          | 45 408       | 98,69        | 48 737      | 98,53       |  |
| Source : Data.gouv.fr |                         |                   |              |              |             |             |  |

#### Deuxième circonscription (Nice-II)
|                | Jacques Médecin sortant réélu | UDF (PR)       | 31 067 | 52,11  |  |  |  |
|                | Jean-Pascal Carlotti          | PS             | 19 936 | 33,44  |  |  |  |
|                | Louis Broch                   | PCF            | 8 257  | 13,85  |  |  |  |
|                | Guy Giani                     | CCA            | 354    | 0,59   |  |  |  |
|                |                               |                |        |        |  |  |  |
| Inscrits       | Inscrits                      | Inscrits       | 88 904 | 100,00 |  |  |  |
| Abstentions    | Abstentions                   | Abstentions    | 28 258 | 31,78  |  |  |  |
| Votants        | Votants                       | Votants        | 60 646 | 68,22  |  |  |  |
| Blancs et nuls | Blancs et nuls                | Blancs et nuls | 1 032  | 1,7    |  |  |  |
| Exprimés       | Exprimés                      | Exprimés       | 59 614 | 98,3   |  |  |  |

#### Troisième circonscription (Nice-III - Puget-Théniers)
| Candidat       | Candidat                | Parti          | Premier tour | Premier tour | Second tour | Second tour |  |
| Candidat       | Candidat                | Parti          | Voix         | %            | Voix        | %           |  |
| -------------- | ----------------------- | -------------- | ------------ | ------------ | ----------- | ----------- |  |
|                | Fernand Icart sortant   | UDF (PR)       | 33 592       | 46,91        | 38 359      | 49,27       |  |
|                | Jean-Hugues Colonna élu | PS             | 22 036       | 30,77        | 39 496      | 50,73       |  |
|                | Louis Fiori             | PCF            | 13 976       | 19,52        | Retrait     | Retrait     |  |
|                | Albert Peyron           | FN             | 1 483        | 2,07         |             |             |  |
|                | Jean-Claude Berges      | PSU            | 519          | 0,72         |             |             |  |
|                |                         |                |              |              |             |             |  |
| Inscrits       | Inscrits                | Inscrits       | 104 272      | 100,00       | 104 265     | 100,00      |  |
| Abstentions    | Abstentions             | Abstentions    | 31 764       | 30,46        | 25 460      | 24,42       |  |
| Votants        | Votants                 | Votants        | 72 508       | 69,54        | 78 805      | 75,58       |  |
| Blancs et nuls | Blancs et nuls          | Blancs et nuls | 902          | 1,24         | 950         | 1,21        |  |
| Exprimés       | Exprimés                | Exprimés       | 71 606       | 98,76        | 77 855      | 98,79       |  |

#### Quatrième circonscription (Menton)
| Candidat       | Candidat                      | Parti          | Premier tour | Premier tour | Second tour | Second tour |  |
| Candidat       | Candidat                      | Parti          | Voix         | %            | Voix        | %           |  |
| -------------- | ----------------------------- | -------------- | ------------ | ------------ | ----------- | ----------- |  |
|                | Emmanuel Aubert sortant réélu | RPR (UNM)      | 20 370       | 35,44        | 31 167      | 51,35       |  |
|                | André Vanco                   | PCF            | 14 516       | 25,26        | 29 530      | 48,65       |  |
|                | Michèle Mathieu               | PS             | 13 317       | 23,17        | Retrait     | Retrait     |  |
|                | Hervé de Charette             | diss. UDF      | 9 267        | 16,12        |             |             |  |
|                |                               |                |              |              |             |             |  |
| Inscrits       | Inscrits                      | Inscrits       | 81 589       | 100,00       | 81 575      | 100,00      |  |
| Abstentions    | Abstentions                   | Abstentions    | 23 333       | 28,6         | 18 401      | 22,56       |  |
| Votants        | Votants                       | Votants        | 58 256       | 71,4         | 63 174      | 77,44       |  |
| Blancs et nuls | Blancs et nuls                | Blancs et nuls | 786          | 1,35         | 2 477       | 3,92        |  |
| Exprimés       | Exprimés                      | Exprimés       | 57 470       | 98,65        | 60 697      | 96,08       |  |

#### Cinquième circonscription (Cannes - Antibes)
| Candidat       | Candidat                      | Parti          | Premier tour | Premier tour | Second tour | Second tour |  |
| Candidat       | Candidat                      | Parti          | Voix         | %            | Voix        | %           |  |
| -------------- | ----------------------------- | -------------- | ------------ | ------------ | ----------- | ----------- |  |
|                | Louise Moreau sortante réélue | UDF (CDS)      | 39 259       | 49,29        | 43 804      | 50,35       |  |
|                | Bernard Cornut-Gentille       | Divers gauche  | 29 852       | 37,48        | 43 190      | 49,65       |  |
|                | Marc Rocca                    | PCF            | 9 192        | 11,54        |             |             |  |
|                | Georges Guiraud               | Divers droite  | 1 348        | 1,69         |             |             |  |
|                |                               |                |              |              |             |             |  |
| Inscrits       | Inscrits                      | Inscrits       | 114 657      | 100,00       | 114 657     | 100,00      |  |
| Abstentions    | Abstentions                   | Abstentions    | 34 067       | 29,71        | 26 717      | 23,3        |  |
| Votants        | Votants                       | Votants        | 80 590       | 70,29        | 87 940      | 76,7        |  |
| Blancs et nuls | Blancs et nuls                | Blancs et nuls | 939          | 1,17         | 946         | 1,08        |  |
| Exprimés       | Exprimés                      | Exprimés       | 79 651       | 98,83        | 86 994      | 98,92       |  |

#### Sixième circonscription (Grasse)
|                | Pierre Sauvaigo sortant réélu | RPR (UNM)      | 49 511  | 50,50  |  |  |  |
|                | Jean-Michel Galy              | PS             | 28 812  | 29,39  |  |  |  |
|                | Georges Vassallo              | PCF            | 16 320  | 16,65  |  |  |  |
|                | René Albert                   | MRG            | 1 649   | 1,68   |  |  |  |
|                | Anne-Marie Dubois             | PSU            | 908     | 0,93   |  |  |  |
|                | Michel Lemaire                | Divers droite  | 844     | 0,86   |  |  |  |
|                |                               |                |         |        |  |  |  |
| Inscrits       | Inscrits                      | Inscrits       | 143 855 | 100,00 |  |  |  |
| Abstentions    | Abstentions                   | Abstentions    | 44 268  | 30,77  |  |  |  |
| Votants        | Votants                       | Votants        | 99 587  | 69,23  |  |  |  |
| Blancs et nuls | Blancs et nuls                | Blancs et nuls | 1 543   | 1,55   |  |  |  |
| Exprimés       | Exprimés                      | Exprimés       | 98 044  | 98,45  |  |  |  |